# 樱花夙川站
櫻花夙川站（日语：／ Sakurashukugawa eki */?）是位于日本兵庫縣西宮市神樂町，屬於西日本旅客鐵道（JR西日本）神戶線的鐵路車站。

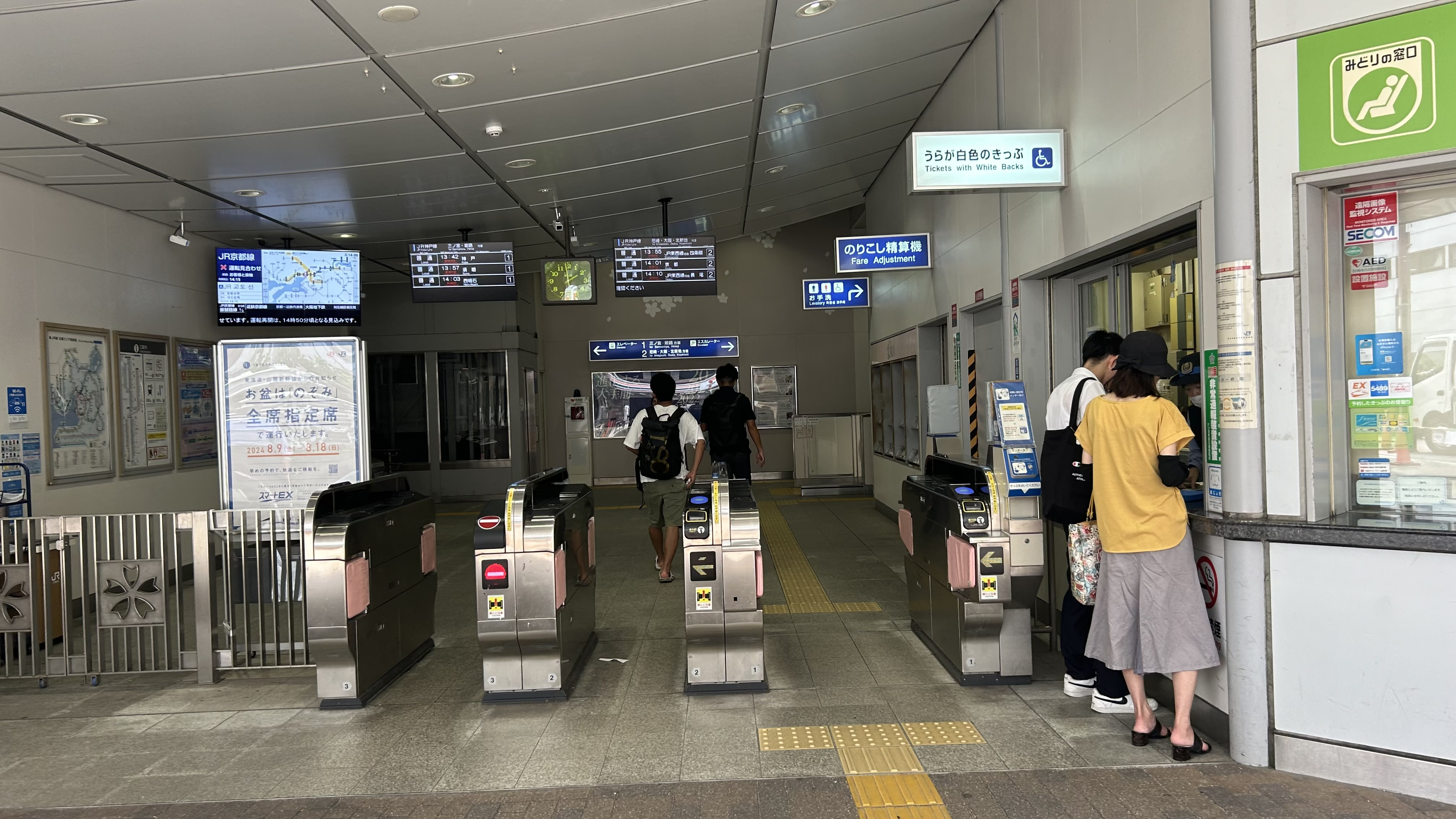
驗票閘口（2024年7月）

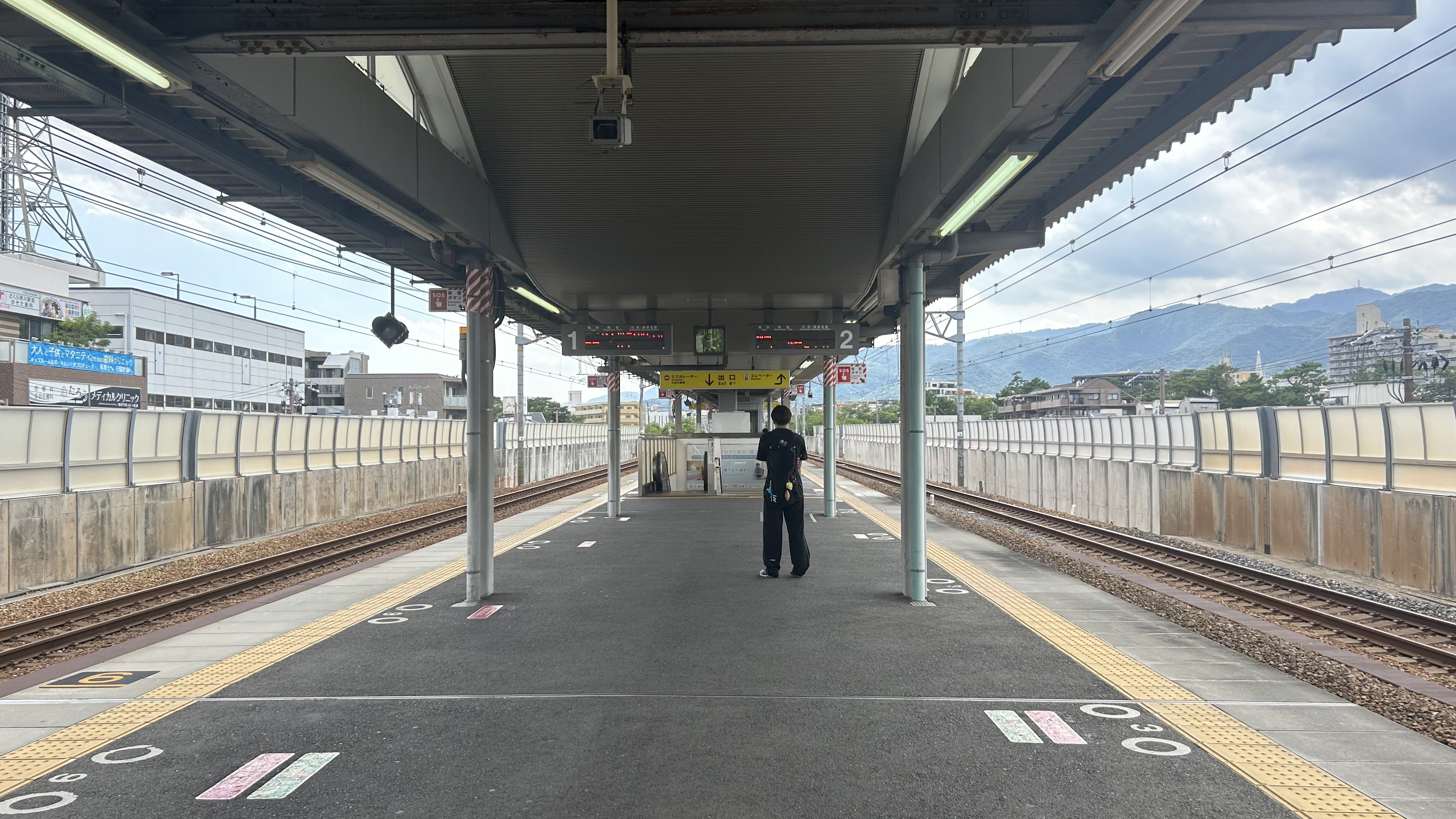
月台（2024年7月）

## 历史
- 2001年 - 开始修建。以JR夙川站为临时站名。
- 2003年10月12日 - 上行外侧线路改线。
- 2004年8月7日 - 下行内侧线路改线。
- 2005年3月1日 - 改线施工完成，开始站台和站房施工
- 2006年11月22日 - JR西日本正式将本站命名为樱花夙川站。
- 2007年3月18日 - 作为東海道本线（JR神戸線）西宫站至芦屋站间的新站投入运营。
- 2013年5月2日 - 开始使用新型自动闸机。
- 2018年3月12日 - 开始使用车站编号[2]。

## 车站结构
本站為高架式岛式站台1台2线的地上车站，也是由芦屋站負責管辖的业务委托站。

### 月台配置
| 月台 | 路線     | 方向 | 目的地                 |
| ---- | -------- | ---- | ---------------------- |
| 1    | JR神户线 | 下行 | 三之宮、姬路方向       |
| 2    | JR神户线 | 上行 | 尼崎、大阪、北新地方向 |

## 使用情况
根据兵库县统计书和西宫市统计书，2018年度1日平均上车人次8,226人。
| 年度   | 1日平均 上车人次 |
| ------ | ---------------- |
| 2006年 | 5,128            |
| 2007年 | 5,088            |
| 2008年 | 6,319            |
| 2009年 | 6,828            |
| 2010年 | 7,171            |
| 2011年 | 7,450            |
| 2012年 | 7,783            |
| 2013年 | 7,928            |
| 2014年 | 7,884            |
| 2015年 | 8,072            |
| 2016年 | 8,065            |
| 2017年 | 8,168            |
| 2018年 | 8,226            |

## 相鄰車站
西日本旅客鐵道（JR西日本）
 東海道本線（JR神户線）
■新快速、■快速
通过
■普通（包括直通JR東西线、学研都市线的區間快速）
西宫（JR-A52）－櫻花夙川（JR-A53）－蘆屋（JR-A54）

## 外部連結
- 櫻花夙川｜車站資訊：JR出門網 - 西日本旅客鐵道